# José Gabriel Cosío Medina
José Gabriel Cosío Medina (distrito de Accha, 18 de marzo de 1887 - 	Lima, 23 de noviembre de 1960) fue un catedrático peruano. 
Formó parte de la Escuela Cuzqueña, generación de alumnos cusqueños que se agruparon en torno al regionalismo, indigenismo y descentralismo y es calificada como la generación más brillante que se produjo en el Cusco durante el siglo XX y la que tuvo un periodo de influencia más largo. Su hermano Félix Cosío Medina también formó parte de dicho grupo.  

## Biografía
Nació en el distrito de Accha, provincia de Paruro, departamento del Cuzco. Fue alumno de filosofía, historia y letras en la Universidad Nacional de San Antonio Abad del Cusco formando parte de la generación denominada Escuela Cuzqueña. Participó en la reforma de la universidad de 1909 y desde 1912 fue parte del grupo que publicó la Revista Universitaria fundada por el rector de la Universidad del Cusco Albert Giesecke junto con otras personalidades del ambiente académico cusqueño de la época como Luis E. Valcárcel, José Uriel García, Rafael Aguilar Páez, Miguel Corazao, Humberto Luna Pacheco, Francisco Tamayo, José Mendizábal y Luis Rafael Casanova.
En 1909 se inició como profesor de castellano y literatura. Enseñó en la Universidad Nacional San Antonio Abad del Cusco, Colegio San Carlos de Puno, Colegio San Juan de Trujillo y el Colegio Nacional de Ciencias del Cusco. En 1912 fue delegado del gobierno peruano y la Sociedad Geográfica de Lima en la expedición científica de la Universidad de Yale, dirigida por Hiram Binghan en Machu Picchu. Fue también regidor de la Municipalidad Provincial del Cusco, miembro activo de la Beneficencia Pública del Cusco, fundador del Instituto Americano de Arte y presidente del Rotary Club del Cusco.
Escribió varios artículos sobre arquitectura e historia del Cusco y de sus instituciones entre otros géneros. Falleció el 23 de noviembre de 1960 en la ciudad de Lima.